# یورن اوتزن
یورن اوبرگ اوتزن (به دانمارکی: Jørn Oberg Utzon) (تلفظ دانمارکی: [ˈjɶɐ̯ˀn ˈutsʌn])؛ (زادۀ ۹ آوریل ۱۹۱۸ میلادی - درگذشتۀ ۲۹ نوامبر ۲۰۰۸ میلادی) معمار دانمارکی بود. مشهورترین کار وی ساختمان اپرای بزرگ شهر سیدنی است. ساختمان مجلس ملی کویت نیز از آثار اوست.

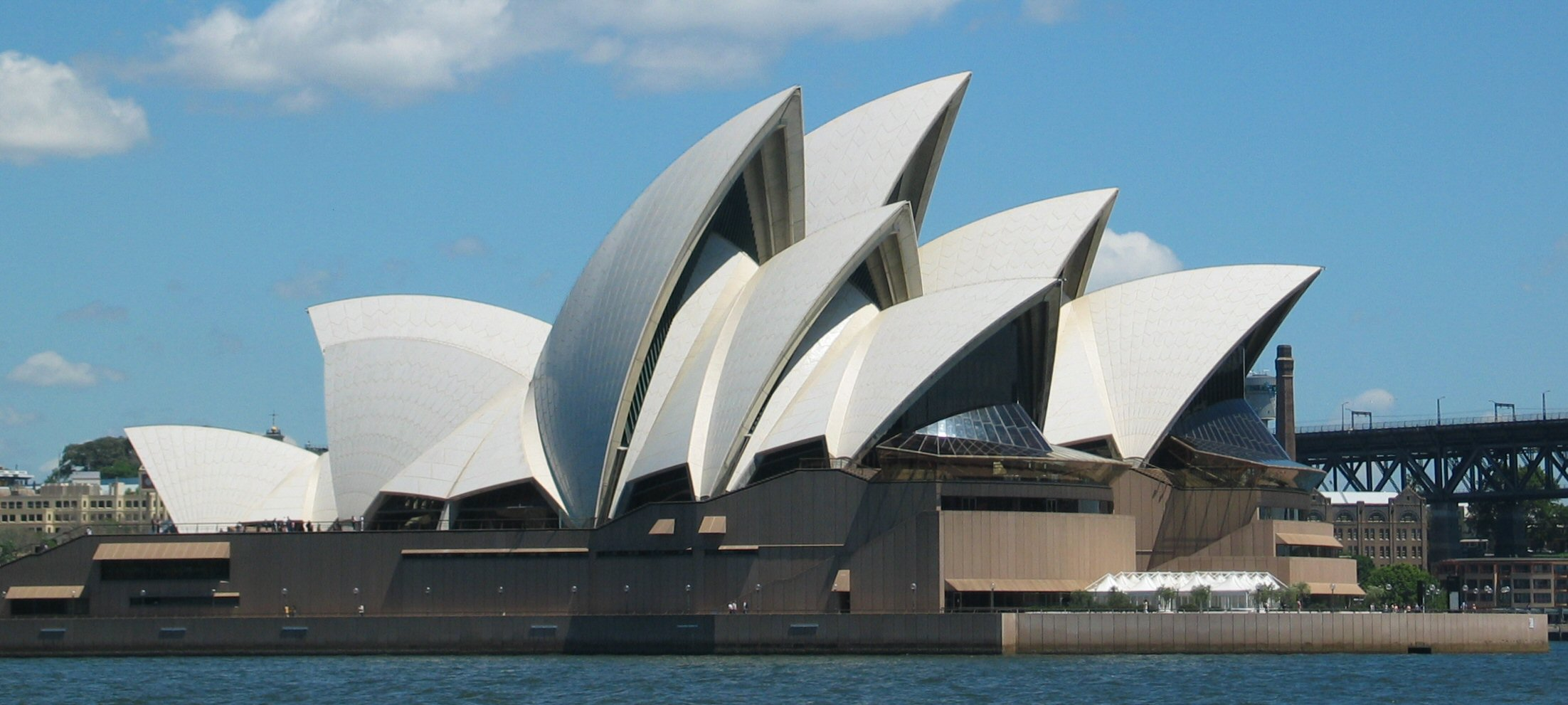
خانه اپرای سیدنی

پدرش یکی از معماران مشهور کشتی بود و یورن از ۱۸ سالگی در آلبورگ دانمارک در طراحی کشتی به او کمک می‌کرد. در آکادمی هنرهای زیبای کپنهاگ در رشته معماری تحصیل کرد.
یورن اوتزن در سال ۱۹۱۸ در کپنهاگ به دنیا آمد. پدر او مدیر کارگاه کشتی‌سازی در شهر آلبورگ دانمارک و مهندس برجسته وسایل نقلیه دریایی بود. چند تن از خویشاوندان او قایقرانانی ماهر بودند و خود اوتزن نیز در جوانی به ملوان زبده‌ای تبدیل شد. شغل مورد نظر او تا سن حدود ۱۸ سالگی، افسری در نیروی دریایی بود. مقارن با همین زمان، در حالی که او هنوز در دبیرستان تحصیل می‌کرد، کمک به پدرش را در کارگاه کشتی‌سازی او، با بررسی طرح‌های جدید، ترسیم نقشه‌ها و ساختن ماکت‌ها آغاز کرد. این فعالیت امکان دیگری برای کارآموزی او فراهم کرد تا مانند پدرش، مهندس وسایل نقلیه دریایی شود. اما تجربیات جدید او در طول تعطیلات تابستان، نزد پدربزرگ و مادربزرگش، تأثیرات دیگری بر سرنوشت او گذاشت. اوتزن در آنجا دو هنرمند به نام‌های، پل شرودر و کارل کیبرگ را ملاقات کرد که او را با هنر آشنا کردند. همچنین اینار اوتزون فرانک، یکی از خویشاوندان پدری او که یک مجسمه‌ساز و همچنین استاد آکادمی سلطنتی هنرهای زیبا بود، بر او تأثیر گذاشت و باعث شد او به مجسمه‌سازی علاقه‌مند شود. زمانی کلیه شواهد حاکی از آن بود که اوتزن می‌خواهد هنرمند شود، اما دست آخر، او متقاعد شد که رفتن به مدرسه معماری می‌تواند بهترین مسیر حرفه‌ای برای او باشد. اگرچه نمره‌های نهایی او در دبیرستان، به ویژه در ریاضیات، ضعیف بودند، اما استعداد عالی او در طراحی دست آزاد به اندازه کافی قوی بود که او بتواند در امتحان ورودی آکادمی سلطنتی هنرهای زیبا در کپنهاگ پذیرفته شود.
زمانی که اوتزن در سال ۱۹۴۲ از آکادمی هنرهای زیبا فارغ التحصیل شد، مانند بسیاری از معماران آن زمان، به دلیل جنگ جهانی دوم، به کشور بی‌طرف سوئد گریخت که در آنجا او به خاطر طولانی شدن جنگ، در دفتر استکهلم هاکون اهلبرگ مشغول کار شد. به دنبال آن، او به فنلاند رفت تا با آلوار آلتو کار کند. اوتزن همواره از آلوار آلتو، آسپلوند گونار و فرانک لوید رایت، به عنوان مهم‌ترین اشخاص تأثیرگذار بر کار شخصی خود یاد می‌کرد. او در طول دهه بعد سفرهای بسیاری انجام داد و از مراکش، مکزیک، ایالات متحده، چین، ژاپن، هند و استرالیا دیدن کرد و چنین مقدر بود که مقصد آخری، به عامل مهمی در زندگی وی تبدیل شود.
بیشتر پروژه‌های اوتزن در زادگاهش دانمارک اجرا شده‌اند، اما شهرت او بیشتر به خاطر طرح ساختمان آیکونیک اپرای سیدنی، است. ماجرای این پروژه در واقع از سال ۱۹۵۷ آغاز می‌شود، زمانی که یورن اوتزن ۳۸ ساله، هنوز معمار نسبتاً ناشناخته‌ای بود و در مسابقه طراحی ساختمان اپرای سیدنی شرکت کرد. در این مسابقه که حدود ۲۳۰ شرکت‌کننده از بیش از سی کشور جهان در آن شرکت کرده بودند، کانسپت او انتخاب شد که در آن زمان از سوی رسانه‌های همگانی به عنوان «سه تاق بتنی صدف‌مانند که با تایل‌های سفید پوشیده شده» توصیف شد. ساخت طرح پیشنهادی او در سال ۱۹۵۹ شروع شد و اجرای آن به دلیل بروز مشکلات مختلف، از جمله ترک پروژه توسط اوتزن در سال ۱۹۶۶، پس از مشاجرات تلخ و ناگوار با مقامات استرالیا دربارهٔ هزینه و مسائل مربوط به زمان‌بندی، نهایتاً در سال ۱۹۷۳ پایان یافت. اپرای سیدنی، از زمان افتتاح، به پرفعالیت‌ترین مرکز هنرهای نمایشی در جهان تبدیل شده‌است، بطوری که در سال روی هم رفته ۳۰۰۰ رویداد در آن برگزار می‌شود و حدود دو میلیون تماشاگر دارد.
او همچنین ساختمان بانک ملی شعبه دانشگاه تهران را در خیابان انقلاب تهران طراحی نموده‌ است که اجرای آن در سال ۱۹۶۲ به پایان رسید.
یورن اوتزن در سن ۹۰ سالگی بر اثر حمله قلبی در خواب درگذشت.

## نگارخانه

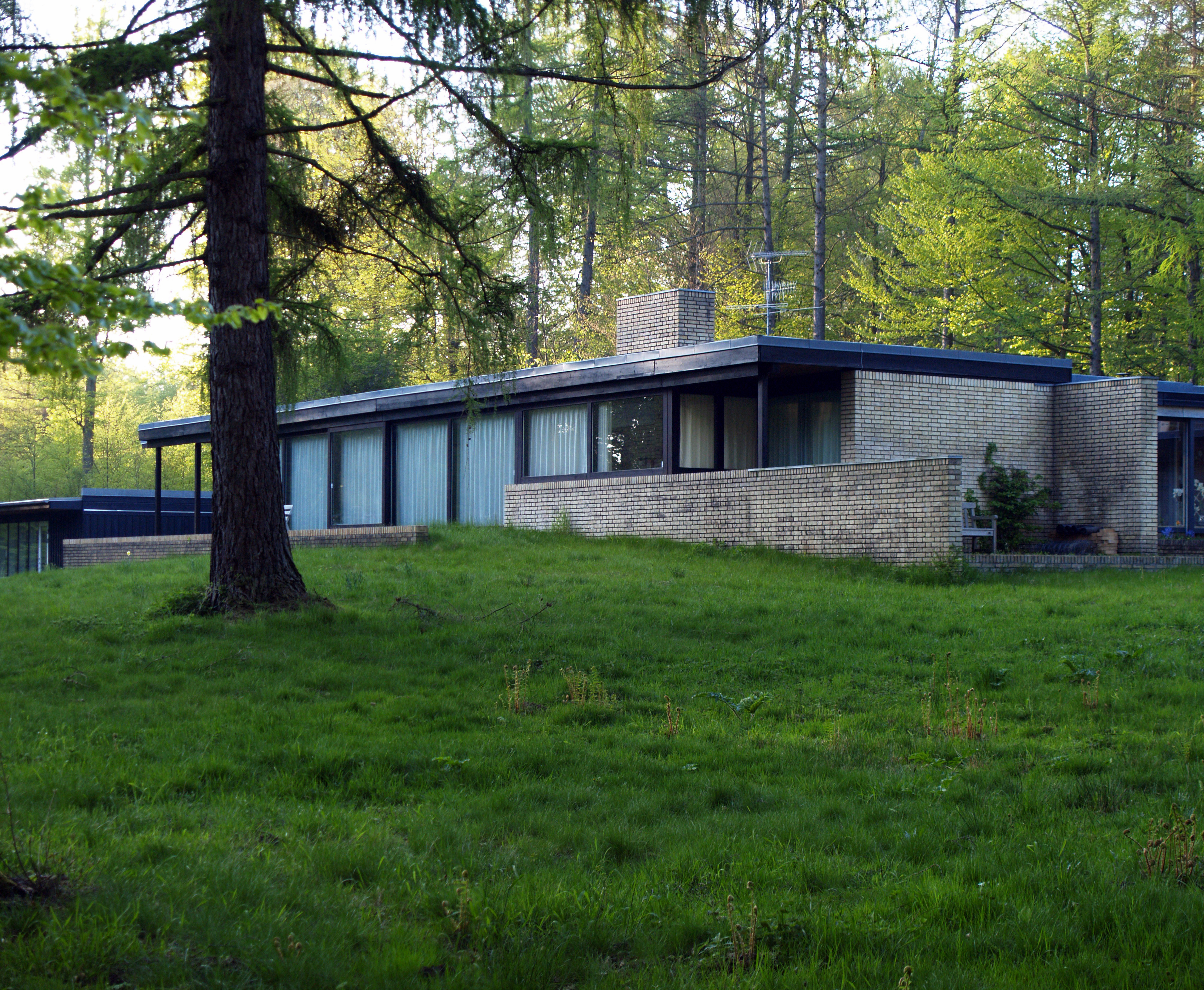
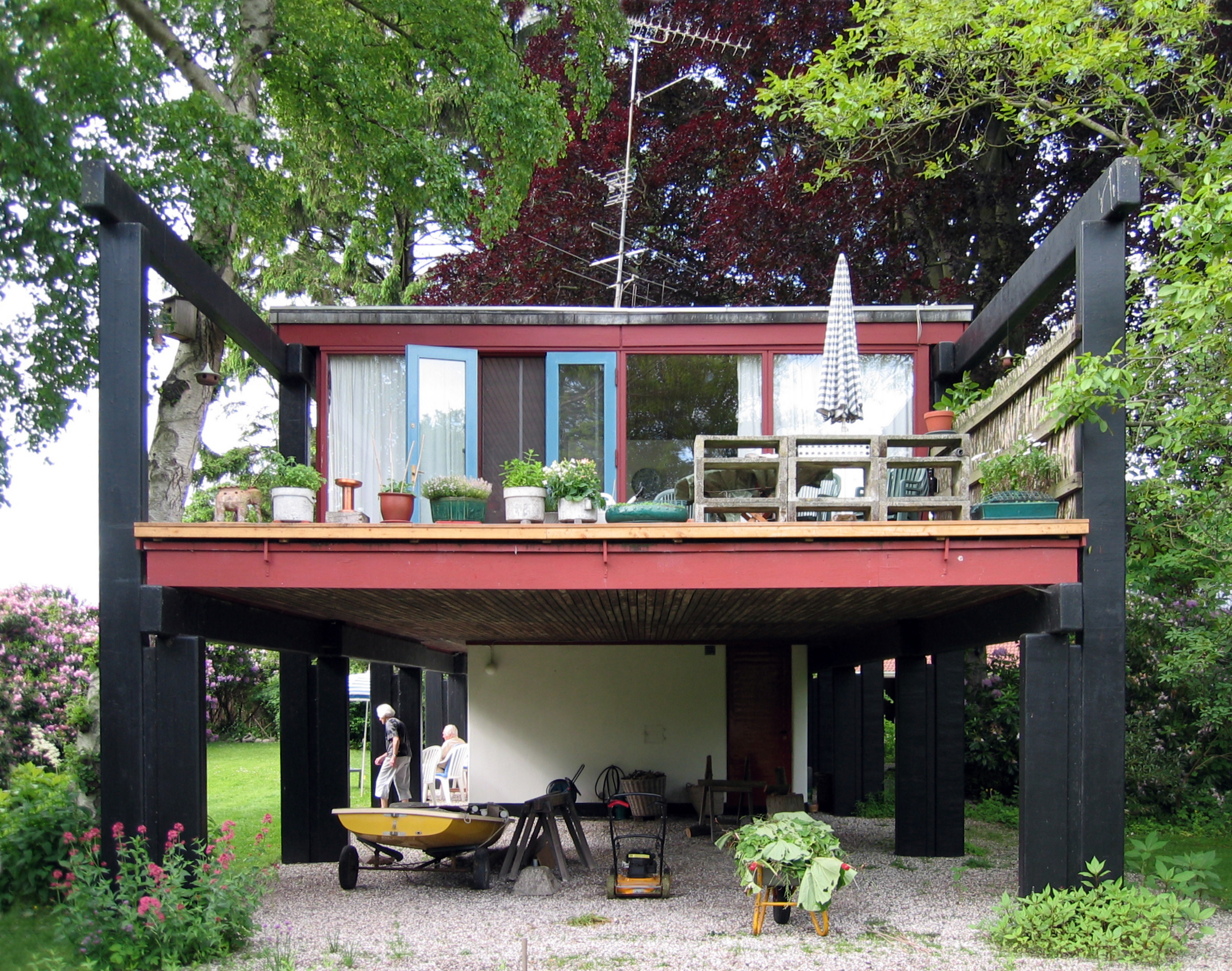
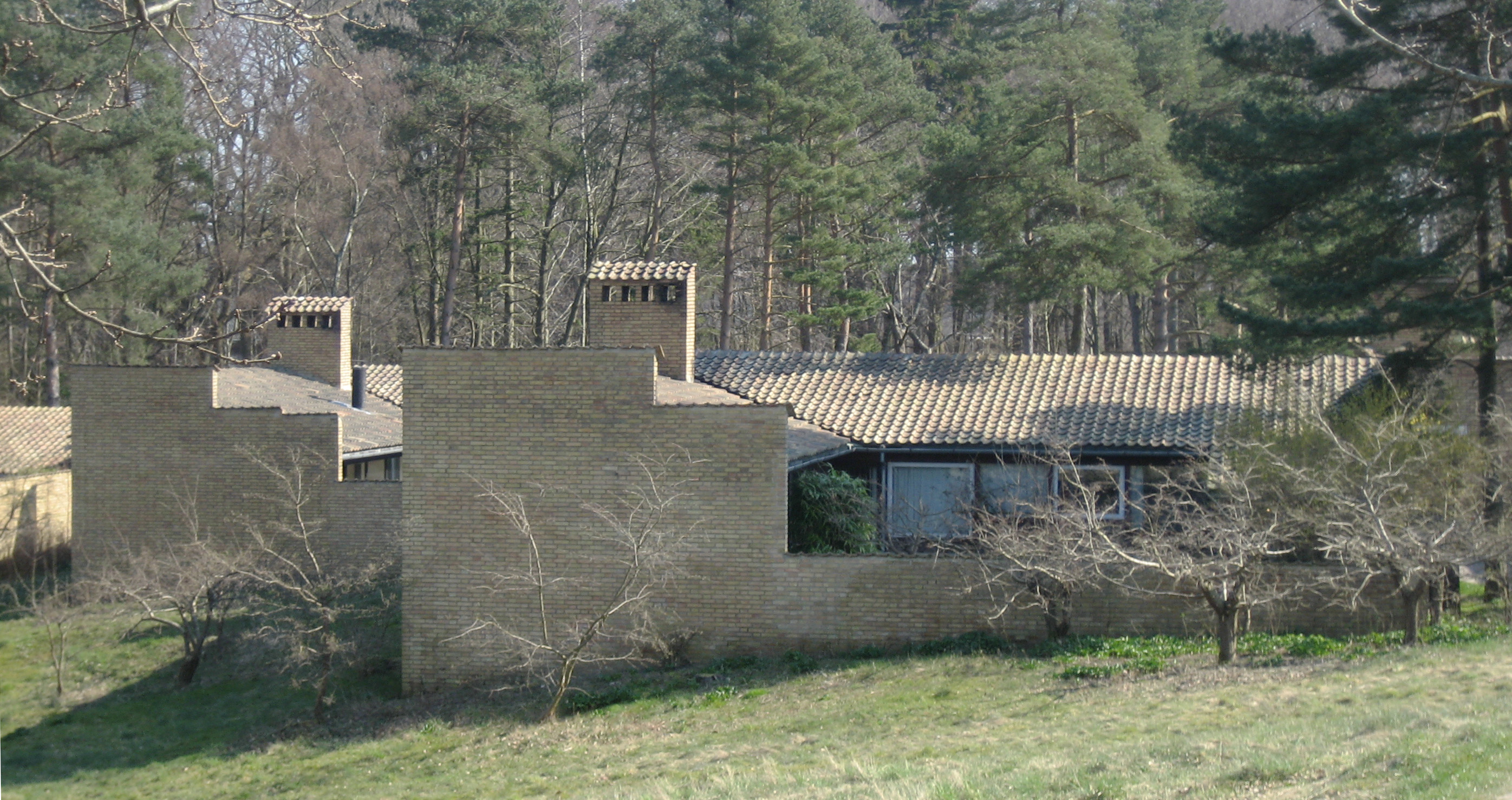
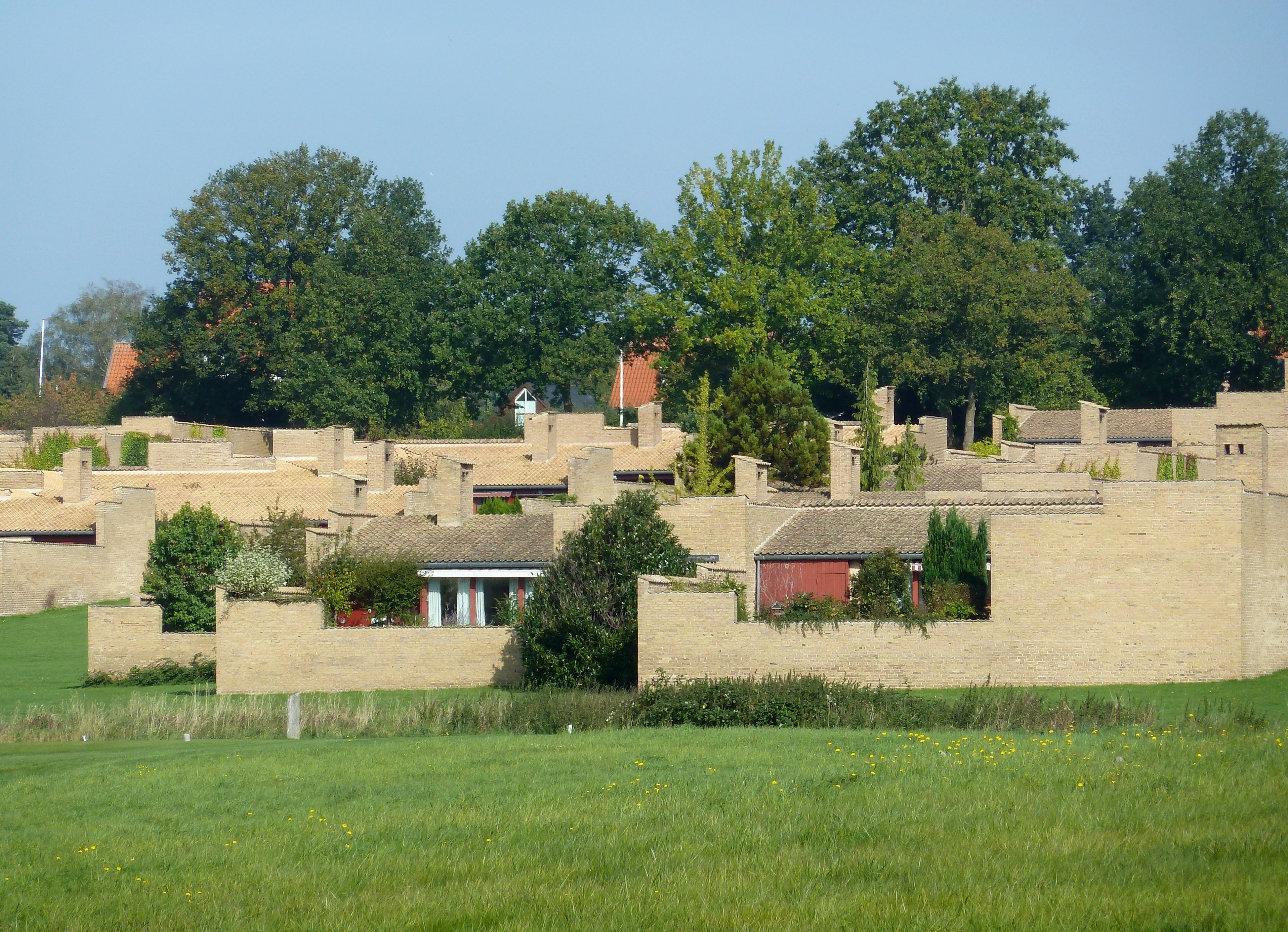